# Cantone di Guérande
Il Cantone di Guérande è una divisione amministrativa dell'arrondissement di Saint-Nazaire.
A seguito della riforma approvata con decreto del 25 febbraio 2014, che ha avuto attuazione dopo le elezioni dipartimentali del 2015, è passato da 6 a 10 comuni.

## Composizione
I 6 comuni facenti parte prima della riforma del 2014 erano:
- Guérande
- Mesquer
- Piriac-sur-Mer
- Saint-André-des-Eaux
- Saint-Molf
- La Turballe

Dal 2015 i comuni appartenenti al cantone sono i seguenti 10:
- Assérac
- La Chapelle-des-Marais
- Guérande
- Herbignac
- Mesquer
- Piriac-sur-Mer
- Saint-Joachim
- Saint-Lyphard
- Saint-Molf
- La Turballe